# 撒爾塔兀勒
撒尔塔兀勒，是分布于蒙古扎布汗省的一个蒙古氏族。
他们最初是花剌子模国的突厥穆斯林贸易商与工匠，伯希和说撒尔塔人是蒙古人称呼穆斯林的名号。他们多数是作为驱口来到蒙古。
他们对达延汗一家非常忠心，后成为喀尔喀的一个氏族。他死后其中一位儿子分得唐古特与撒尔塔兀勒，有一部分去了贝加尔湖与布里亚特人融合。他们以富有知识与忠诚闻名。